# Batalla de Azcapotzalco
La Batalla de Azcapotzalco fue una acción militar de la Guerra de Independencia de México, efectuada el 19 de agosto de 1821, en el antiguo poblado de Azcapotzalco, Distrito Federal. Fuerzas del Ejército Trigarante comandados por los coroneles Anastasio Bustamante y Luis Quintanar, combatieron con las fuerzas realistas del jefe realista Manuel Concha.

## Antecedentes
Tras el Plan de Iguala, por todo el país sucedieron pronunciamientos de jefes anteriormente realistas a favor de la causa de Iturbide. Esto dejó a los españoles aislados en pocas ciudades, desprovistos ya de cualquier tipo de apoyo local.
Para agosto de 1821, el Ejército de las Tres Garantías se había posesionado de la mayoría de poblaciones de la Nueva España, quedando sólo como bastiones realistas las urbes de Acapulco, Ciudad de México, Chihuahua (hasta el 26 con la adhesión de Alejo García Conde), Texcoco, Veracruz, Durango y los castillos de Chapultepec, San Carlos de Perote y de San Juan de Ulúa. La Capitanía General de Yucatán y Chiapas se independizaron, junto con el resto de la Capitanía General de Guatemala, el 15 de septiembre. Antonio María Martínez gobernador realista de Texas se sometió el 21 de julio de 1821. La provincia de Santa Fe de Nuevo México gobernada por Facundo Melgares, se sometió el 26 de diciembre de 1821. La Baja y la Alta California, que no se habían unido al movimiento independentista, pasarían a manos del Primer Imperio Mexicano en junio y noviembre de 1822.
La Ciudad de México, como capital del Virreinato de Nueva España era el punto clave y decisivo para poner fin a la lucha independentista mexicana, se vieron en la necesidad de defenderla a toda costa. El Ejército Trigarante, por su parte, rodeaba la plaza con sus campamentos militares en los pueblos vecinos de la periferia. 
Los campamentos españoles se encontraban apostados en Tacuba y en la antigua hacienda de Clavería.

## La batalla
Mientras Agustín de Iturbide se dirigía a Córdoba para entablar una entrevista con el Virrey Juan O'Donojú, se encargó a los entonces coroneles Luis Quintanar y Anastasio Bustamante a que dirigieran la acción contra la capital. Bustamante logró ocupar las Haciendas de Cristo y Careaga, hoy conocida como del Rosario y el Molino de la Hacienda Santa Mónica para desde ahí entablar la acción. 
El 19 de agosto de 1821, el insurgente Nicolás Acosta, entró a Azcapotzalco tomando el puente de El Rosario con el fin de atacar a las fuerzas realistas. Los embates comenzaron cuando el terreno se enlodaba por una densa lluvia. Al escuchar los disparos del tiroteo, el general realista Manuel Concha se dirigió de su cuartel general en Tacubaya a Tacuba, para avanzar hacia Azcapotzalco después de las cuatro de la tarde. 
Los insurgentes decidieron retirarse de Azcapotzalco, por lo que enviaron sus tropas a la Hacienda de Careaga. El general Concha, sabedor de la retirada rebelde, siguió a las tropas a la hacienda y después decidió hostigarlos con el fin de forzar la batalla en Azcapotzalco, donde guarnecían sus tropas en la parroquia del lugar. Los realistas se apresuraron y colocaron una pieza de artillería cerca del cementerio de la parroquia. A su llegada a Azcapotzalco, las fuerzas insurgentes atacaron a los realistas que se encontraban en el atrio y techos de la parroquia y convento de los dominicos. El combate continuó hasta las 11:00 A.M., cuando el parque insurgente se estaba agotando, Bustamante ordenó enviar un cañón a la entrada del poblado, aumentando la acción de combate. Viendo Bustamante que su ofensiva era infructuosa, decidió la retirada tratando de rescatar la artillería con el fin de no dejarla en poder realista. El militar insurgente, capitán Encarnación "Pachón" Ortiz, decidió rescatar la artillería atascada en el fango pero una bala acabó con su vida. El acto enardeció a los insurgentes quienes asaltaron el atrio, enfrentando cuerpo a cuerpo a las fuerzas realistas que derrotaron, forzándolos a huir hasta el Puente del Rosario. Por otra parte, los virreinales fueron reforzados con un pequeño cañón que logró mantener a raya a los independientes, impidiendo que Bustamante se hiciera con el control de Azcapotzalco. 
Mientras los independientes se retiraban, sobre las nueve y media de la noche, los virreinales tomaban posiciones, Manuel Concha se situó al pueblo de Tacuba, dejando a Francisco Bucelli al frente del contingente español en Azcapotzalco.

## Consecuencias
El combate de Azcapotzalco tuvo un resultado disputado, no hubo vencedor, y además no tuvo consecuencias militares. 

La división de Bustamante perdió en esta refriega, sangrienta y porfiada, más de doscientos hombres, y un número igual de bajas sufrieron los realistas; ambos partidos pretendieron haber alcanzado la victoria, y Novella mandó que la Gaceta celebrase como señalado triunfo este encuentro que no fué favorable á ninguno de los beligerantes." México a través de los siglos, tomo III, pág. 738-739

Las acciones del Ejército Trigarante generaron que los realistas abandonaran la Hacienda de Clavería, Tacuba, Popotla y San Jacinto, que pocos días después consiguió su independencia. Existe en el lugar de la batalla una placa con la siguiente leyenda: 

"En este atrio tuvo lugar la última acción de armas en la guerra de independencia nacional efectuada el 19 de agosto de 1821." (1821-1921)

"La batalla fue costosa en bajas por ambos lados, cerca de 200 hombres de cada ejército cayeron muertos. Ambos partidos dijeron que habían ganado la batalla, pero fueron los realistas en derrota, los que se replegaron hacia el centro de la ciudad de México abandonando Tacuba, la hacienda de Clavería, Popotla y San Jacinto.
Ésta fue la última batalla de la Guerra de Independencia. Con este encuentro bélico y los posteriores pactos las puertas de la ciudad de México quedaron abiertas para el Ejército Trigarante. La independencia se consuma en días."

Azcapotzalco fue la última batalla en campo abierto de la independencia mexicana, sin embargo. La lucha entre el realista José de la Cruz y el independentista Pedro Celestino Negrete, el 30 de agosto, durante el sitio de la ciudad de Victoria de Durango, fue la última acción militar registrada previa a la consumación de la independencia.
El Ejército Trigarante entraría en la Ciudad de México el 27 de septiembre.